# Сламет
Сла́мет — второй по высоте стратовулкан в Индонезии и острова Ява.
Активный вулкан. Высота вершины 3430 метров. Состоит из базальта. При разных извержениях, появляется озеро разных размеров в кратере, обычно при 5 балльной шкале извержения, последний раз это было в 2003 году. Известны извержения: 1919, 1933, 1947, 1955, 1978, 1986, 1999, 2003, 2005, 2006, 2007, 2009.